# Vlag van Saint-Léger
De vlag van Saint-Léger is op onbekende datum bij raadsbesluit vastgesteld als de vlag van de gemeente Saint-Léger in de Belgische provincie Luxemburg. De vlag kan als volgt worden beschreven:
Wit met drie rode vlammen geplaatst 2 en 1.
De vlag komt overeen met het vlagontwerp van de Raad van Heraldiek en Vexillologie (Frans: Conseil d’héraldique et de vexillologie). De vlag is volledig gebaseerd op het gemeentewapen en ziet er dus helemaal hetzelfde uit.